# Золка Пятая
Зо́лка Пя́тая (кабард.-черк. Етхуанэ Дзэлыкъуэ) — река в республике Кабардино-Балкария. Протекает по территории Зольского района. Устье реки находится в 88 км по правому берегу реки Золка. Длина реки составляет 14 км, площадь водосборного бассейна 28,5 км².
Берёт своё начало с северного склона Джинальского хребта. В центре села Шордаково впадает в реку Золка.

## Данные водного реестра
По данным государственного водного реестра России относится к Западно-Каспийскому бассейновому округу, водохозяйственный участок реки — Кума от впадения реки Подкумок до Отказненского гидроузла. Речной бассейн реки — Бессточные районы междуречья Терека, Дона и Волги.
Код объекта в государственном водном реестре — 07010000612108200001959.